# Donald Allan
Donald John Allan (* 24. September 1949 in Melbourne) ist ein ehemaliger australischer Radrennfahrer.

## Sportliche Laufbahn
1972 startete Donald Allan bei den Olympischen Sommerspielen in München und belegte im Straßenrennen Platz 58, während er im Mannschaftszeitfahren mit der australischen Mannschaft (Graeme Jose, Clyde Sefton, John Trevorrow) 17. wurde. 1973 gewann er jeweils eine Etappe der Österreich-Rundfahrtsowie der Internationalen Friedensfahrt. Bis 1977 startete er für das niederländische Team Frisol, für das er auch zweimal an der Tour de France teilnahm.
Anschließend legte Allan den Schwerpunkt auf Sechstagerennen. Zwischen 1976 und 1986 bestritt er 107 Sechstagerennen, von denen er 17 gewann. Bei 15 Siegen bildete er ein Gespann mit Danny Clark. 1976 errangen die beiden Fahrer gemeinsam auch eine Silbermedaille bei der Europameisterschaft im Zweier-Mannschaftsfahren.
Sein jüngerer Bruder war David Allan, der 1989 bei einem Autounfall ums Leben kam; sein Cousin ist der ehemalige Radrennfahrer Peter Besanko.

## Siege bei Sechstagerennen
1976
- Sechstagerennen Gent (mit Danny Clark)

1977
- Sechstagerennen Münster (mit Danny Clark)

1978
- Sechstagerennen Herning (mit Danny Clark)
- Sechstagerennen Kopenhagen (mit Danny Clark)
- Sechstagerennen London (mit Danny Clark)

1979
- Sechstagerennen Gent (mit Danny Clark)
- Sechstagerennen Maastricht (mit Danny Clark)
- Sechstagerennen Melbourne (mit Danny Clark)

1980
- Sechstagerennen Hannover (mit Danny Clark)
- Sechstagerennen London (mit Danny Clark)
- Sechstagerennen München (mit Danny Clark)
- Sechstagerennen Münster (mit Danny Clark)

1981
- Sechstagerennen München (mit Danny Clark)
- Sechstagerennen Madrid (mit Faustino Rupérez)
- Sechstagerennen Rotterdam (mit Danny Clark)

1982
- Sechstagerennen Gent (mit Danny Clark)
- Sechstagerennen Herning (mit Danny Clark)